# Chiesa dei Santi Pietro e Paolo Apostoli (Parcines)
La chiesa dei Santi Pietro e Paolo Apostoli (in tedesco Kirche zu St. Peter und Paul) è la parrocchiale a Parcines (Partschins) in Alto Adige. Appartiene al decanato di Naturno della diocesi di Bolzano-Bressanone e risale al XIII secolo.

## Descrizione
La chiesa è un monumento sottoposto a tutela col numero 16380 nella provincia autonoma di Bolzano.